# Yacimiento arqueológico de Cerro de la Virgen
El yacimiento arqueológico de Cerro de la Virgen se encuentra en término municipal de Orce, en la zona norte de la provincia de Granada, comunidad autónoma de Andalucía, España, en un área de paso natural que conecta las ricas y fértiles tierras de las costas y vegas murcianas, por el río Guadalentín y el puerto de María, con la altiplanicie de Guadix-Baza, la cual permite el paso entre las costas almerienses y el valle del Guadalquivir. 
El poblado se sitúa a unos 3 km de Orce, en una meseta en espolón en la margen izquierda del río Orce que tiene al sur la carretera local de Galera a Orce. La meseta, que es la más baja del relleno terciario del valle del río Orce, está orientada en sentido norte-sur, quedando delimitada por dos barrancos al occidente y al oriente. La zona meridional de la meseta se levanta hasta dos metros respecto a los alrededores, quedando configurada por una pequeña explanada con orientación oeste-este, que domina las fuentes y la subida desde la altiplanicie. Sus laderas occidental y meridional presentan una fuerte pendiente y difícil acceso. La altura del cerro es de 919 m s. n. m. Hasta finales de la década de 1980 solo el tercio norte de la superficie y unos bancales en el borde oeste estaban dedicados al cultivo, pero antiguamente se araba toda la superficie del cerro salvo la explanada más alta.
El Cerro de la Virgen es un yacimiento clave en la Prehistoria y Protohistoria de Andalucía Oriental. Tiene seis metros de potencia estratigráfica. Sus orígenes se remontan hacia el 3000 a. C. (Calcolítico), desarrollándose con continuidad hasta finales de la cultura del Argar (Edad del Bronce). Se han distinguido tres fases calcolíticas:
- Precampaniforme: con una muralla que protegía grandes cabañas circulares hechas con piedra, cañas y barro.
- Campaniforme: destrucción parcial de la muralla y casas circulares de adobe.
- Sin campaniforme: pero con sus ajuares asociados y otros ya argáricos.[1]

A estos períodos se adscribe un poblado con gran cantidad de estructuras de habitación, enterramientos, cuatro lienzos de muralla, un bastión semicircular y un canal excavado en la roca con dos metros de profundidad y otros dos de anchura. Este último ha sido interpretado como una acequia de regadío, de gran importancia porque sería una de las pocas evidencias de infraestructura de canalización del agua en época calcolítica. Pero otros investigadores opinan que era un simple canal de desagüe.
La actividad desarrollada por los pobladores era la agricultura, eminentemente de secano, y la ganadería, especialmente la oveja y la cabra.
Tras unos siglos de abandono, el lugar fue habitado más o menos esporádicamente durante las épocas romana, bizantina, medieval y musulmana. El buen estado de conservación de su cultura material y de sus elementos arquitectónicos, unido a la carencia de expoliaciones y modificaciones profundas en sus estratos permiten realizar una buena investigación científica, a la vez que posibilitan su puesta en valor cultural. Actualmente existen en su zona más alta una era, un cortijo y una antigua ermita abandonados, junto a una pequeña ermita en uso situada hacia el norte.